# Bánovce nad Bebravou
Bánovce nad Bebravou é uma cidade da Eslováquia, situada no distrito de Bánovce nad Bebravou, na região de Trenčín. Tem 26,55 km² de área e sua população em 2018 foi estimada em 18.082 habitantes. Construída na confluência dos rios Radiša e Bebrava, foi citada pela primeira vez em documento oficial no ano de 1232.

## Demografia
| Ano:        | 1994   | 2004   | 2014   | 2024    |
| ----------- | ------ | ------ | ------ | ------- |
| Broj ljudi: | 20 716 | 20 725 | 18 933 | 16 103  |
| Razlika:    |        | +0,04% | -8,64% | -14,94% |

| Ano:               | 2023   | 2024   |
| ------------------ | ------ | ------ |
| Número de pessoas: | 16 359 | 16 103 |
| Diferença:         |        | -1,56% |